# Fabíola Cardoso
Fabíola Cardoso (29 de novembro de 1972) é uma professora, ativista social e foi deputada da Assembleia da República Portuguesa e Vice-Presidente da Comissão de Assuntos Europeus. É filiada ao partido Bloco de Esquerda (BE) pelo distrito de Santarém, e é reconhecida pelo seu trabalho em temas ambientais, educacionais e sociais como a causa LGBT.
Fabíola é também fundadora da associação portuguesa para mulheres lésbicas, Clube Safo.

## Percurso
Fabíola é licenciada em Ensino de Biologia e Geologia pela Universidade de Aveiro. Foi professora de Biologia na Escola Secundária Sá da Bandeira e, entre 2016 e 2019 foi Professora no Agrupamento de escolas Dr. Ginestal Machado e Formadora no Centro de Formação de Professores da Lezíria do Tejo.
Em 1996, Fabíola Cardoso fundou o Clube Safo, a primeira associação lésbica portuguesa, sediada em Santarém. A associação só viria a ser devidamente registada e oficializada em 2002.
Fabíola entrou para o Bloco de Esquerda por sua afinidade com as pautas ambientais, ao participar de uma acção de protesto em Santarém, qunando na altura o distrito não aderia ao Dia Europeu Sem Carros, e mais tarde seu nome surgiu como uma sugestão da conselhia. Atualmente ela defende esse distrito na Assembléia da República Portuguesa, especialmente com pautas relacionadas com a poluição dos cursos de água. A legalidade estatutária da aprovação de Fabíola Cardoso pela Mesa Nacional como cabeça de lista às legislativas pelo Distrito de Santarém foi confirmada pela Comissão de Direitos do Bloco de Esquerda em Julho de 2019. 
Em 2020, Fabíola Cardoso, juntamente com o deputado Ricardo Vicente, participaram nas audições da Comissão Eventual de Inquérito Parlamentar à atuação do Estado na atribuição de apoios na sequência dos incêndios de 2017 em Pedrógão Grande e outros concelhos da zona do Pinhal Interior.
Fabíola é uma mulher lésbica e desde muito cedo é engajada nas causas da comunidade LGBT. Ela participou da organização da primeira Marcha LGBT realizada em Portugal, em 2000, e também organizou e participou em 2020 inúmeros eventos online relacionadas com os Direitos LGBT, promoveu uma versão alternativa (online) da Marcha de Santarém e esteve presente na Marcha de Viseu.
Enquanto ativista LGBT, Fabíola tem sido uma voz ativa na luta pelos direitos da homoparentalidade em Portugal. Em 2013, relatando o seu caso pessoal numa carta dirigida aos deputados da Assembleia da República, publicada no site Famílias Arco Íris, da Associação ILGA Portugal, Fabíola sublinhou que foi a situação da sua doença - um carcinoma invasivo da mama, que a obrigou a uma mastectomia e a tratamentos de quimioterapia - que a levou a tomar consciência de que, se morresse, nada na lei garantiria que a outra mãe pudesse ter a tutela sobre os seus dois filhos.
Também tem sido também ativa na denúncia da persistente discriminação de dadores de sangue com base na sua orientação sexual em Portugal, principalmente durante o período da pandemia de COVID-19, quando, dada a pressão exercida sobre o Sistema Nacional de Saúde português, o Instituto Português do Sangue e da Transplantação (IPST) alertou para o facto de as reservas existentes de alguns grupos sanguíneos, nomeadamente do mais frequente, chegarem para apenas alguns dias.
Em março de 2021, Fabíola esteve presente no ato da associação Opus Diversidades que reuniu um grupo de pessoas de pessoas LGBT em frente ao ISPT para uma doação coletiva de sangue, no mesmo dia  da revisão da norma ocorreu pela Direcção-Geral de Saúde (DGS).
Nesse mesmo mês, foi emitida a norma “Seleção de Pessoas Candidatas à Dádiva de Sangue com Base na Avaliação de Risco Individual”, pela DGS, que repetidamente reitera o princípio da não-discriminação com base na orientação sexual. Fabíola Cardoso congratulou a eliminação das “referências a subpopulações de risco acrescido” e das “referências discriminatórias a homens que têm sexo com homens (HsH)”, bem como o facto de a linguagem ser inclusiva e ser “repetidamente reiterado o princípio da não discriminação”.

## Prémios e Reconhecimentos
- 2020: Reconhecimento como Política do Ano, por ter sido "ao longo do ano de 2020 uma voz presente na defesa das pessoas LGBTI", Prémios 2020 dezanove.pt[16]